# Blushi
Blushi – wieś położona w południowo-wschodniej części Albanii w gminie Erseka. W wyniku reformy samorządu lokalnego w 2015 r. miejscowość stała się częścią gminy Erseka. Wieś znajduje się 123 kilometrów od stolicy państwa, Tirany.